# スチュードベーカーUS6
スチュードベーカーUS6(Studebaker US6)(M16A)は、第二次世界大戦中のアメリカにおいて、1941年-1945年にスチュードベーカーによって製造された積載量2.5トン(2,268 kg)クラスの軍用トラックである。その多くがソ連軍に供与された。

## 歴史
1940年にアメリカ陸軍は、12フィート(3,658 mm)の荷台を持ち、2.5トン級(2,268 kg)のオフロード積載量を持つ6x6トラックの開発要件を発行した。この要求に、スチュードベーカー社とGMC社がよく似たモデルで応じた。2社のモデルは多くの部品を共用していた。一方、インターナショナルハーベスター社は独自デザインのモデルを提出した。1941年に、3社すべてのトラックの生産が認められた。
これらのトラックは、スチュードベーカー製は友好国へのレンドリース向けに、GMC製GMC CCKWはアメリカ陸軍に、インターナショナルハーベスター製はアメリカ海軍とアメリカ海兵隊に、それぞれ振り分けられた。これら3車種の2.5トントラック全体で、（6x4輪駆動型、6x6輪駆動型合わせて）総計900,000台以上が生産された。その中でスチュードベーカー製US6トラックは、ダンプカーやトラクターを含む13形式で約20万台が生産され、約15万台ほどがソ連に供与された。
尚、アメリカ陸軍武器科の補給品カタログにおいて用いられる命名法システムでは、スチュードベーカーUS6はG630として参照される。

## 仕様
エンジンと動力伝達系
Hercules JXD 320 cu in (5.2 リットル) 直列6気筒ガソリンエンジンを搭載し、出力は2800rpmで 86 hp (64 kW)、トルクは1150rpmで 200 lb・ft (271 N・m) を発揮した。このエンジンはM3ハーフトラックや、後にM8装甲車とM20装甲車にも用いられた。
全モデルが5速マニュアル変速機を持ち、また6x6モデルは2速のトランスファーケースを持っていた。この変速機はGMC CCKWにも採用されたもので、多くのCCKWはUS6と共通の車軸系を使用していた。
ボディとシャーシ
US6のキャビンは、スチュードベーカー製民間向けトラックのものを軍用向けに変更したものであった。スチュードベーカーUS6が他の2.5トントラックと異なる点として、左右のドアに三角窓が備えられ、ドア内に降下する主の窓と独立して外側に回転して換気を補助することができた。
スチュードベーカーUS6は、GMC CCKWと同じように、生産途中からソフトトップ型のキャブに変更されたが、US6の主たるユーザーであったソビエト連邦は寒気の激しい気候から密閉型キャブを望んだ。ソフトトップ型キャブはアメリカでは標準的なものであったが、10,000台が生産された後、密閉型キャブに戻された。
US6のシャーシには2種類のホイールベースが用意された。1つは157インチ(399 cm)のロングホイールベース(LWB)で、多くのモデルで用いられた。もう1つは148インチ(376 cm)のショートホイールベース(SWB)で、セミトラクターやダンプカーに用いられた。すべてのモデルで7.50-20インチのタイヤを使用し、後輪はダブルタイヤとなっていた。
6x4(6輪装備、4輪駆動)モデルは舗装路での使用に限られたが、スチュードベーカーUS6トラックシリーズは、舗装路ではオフロード積載量の2倍にあたる5トン(4,536 kg)を積載することができたため、6x4輪駆動モデルは"5トントラック"と公称された。（なお、"2.5トントラック"と公称される6x6輪駆動モデルについても、舗装路上においては実質的に5トン級の積載力を有している。）

## バリエーション
スチュードベーカーUS6およびUS6x4シリーズとして、以下のバリエーション車種が開発、生産された。

生産数は、6x6輪駆動モデルが105,917台、6x4輪駆動モデルが87,742台、REO社での6x6カーゴ型が22,204台、となっている。
| モデル | 説明                                                  | ホイールベース | 駆動 | 生産数                            | 生産時期       |
| ------ | ----------------------------------------------------- | -------------- | ---- | --------------------------------- | -------------- |
| U1     | 2.5tカーゴトラック型、荷台長12 ft (3.7 m)             | SWB            | 6x6  | 425                               | 1941年         |
| U2     | 2.5tカーゴトラック型、荷台長12 ft (3.7 m)、ウインチ付 | SWB            | 6x6  | 779                               | 1941年         |
| U3     | 2.5tカーゴトラック型、荷台長17 ft (5.2 m)             | LWB            | 6x6  | 81,535 + 22,204（REO社）          | 1941年～1945年 |
| U4     | 2.5tカーゴトラック型、荷台長17 ft (5.2 m)、ウインチ付 | LWB            | 6x6  | 18,779                            | 1941年～1945年 |
| U5     | 750ガロン（2,800L）タンク搭載型、ウインチ無し         | LWB            | 6x6  | 500 + 1,425(ウィンチ付き、1945年) | 1941年～1945年 |
| U6     | 5トン、セミトラクター                                 | SWB            | 6x4  | 8,640                             | 1942年～1945年 |
| U7     | 5tカーゴトラック型、荷台長17 ft (5.2 m)               | LWB            | 6x4  | 66,998                            | 1942年～1945年 |
| U8     | 5tカーゴトラック型、荷台長17 ft (5.2 m)、ウインチ付   | LWB            | 6x4  | 12,104                            | 1942年～1945年 |
| U9     | キャブとシャーシのみ、ウインチ無し                    | LWB            | 6x6  | 1,699 + 375(ウィンチ付き、1945年) | 1942年～1943年 |
| U10    | リヤダンプカー                                        | SWB            | 6x6  | 300（U10とU12合わせて）           | 1943年         |
| U11    | リヤダンプカー、ウインチ付                            | SWB            | 6x6  | 100（U11とU13合わせて）           | 1943年         |
| U12    | サイドダンプカー                                      | SWB            | 6x6  | 300（U10とU12合わせて）           | 1943年         |
| U13    | サイドダンプカー、ウインチ付                          | SWB            | 6x6  | 100（U11とU13合わせて）           | 1943年         |

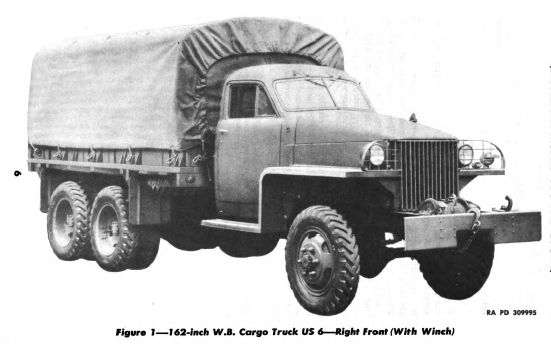
カーゴトラック型 "U2"
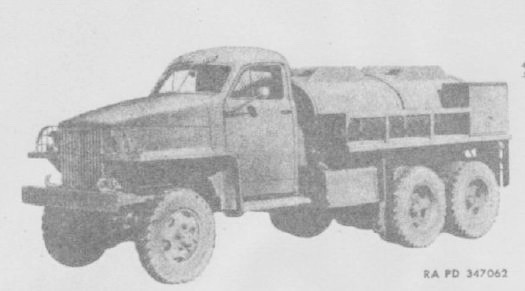
タンク搭載型 "U5"
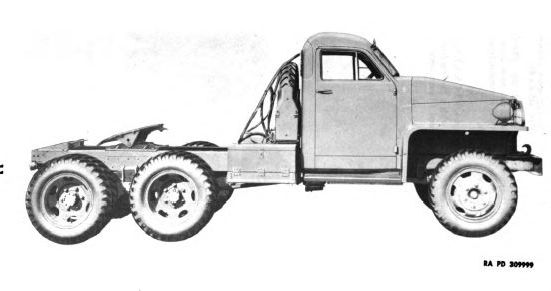
トラクター型 "U6"
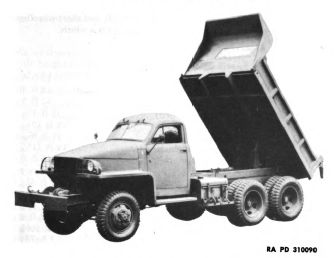
ダンプカー型 "U11"
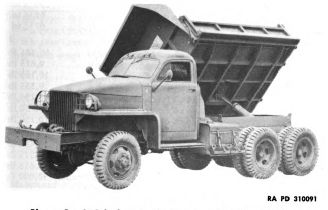
サイドダンプカー型 "U13"

## 実戦運用
生産されたスチュードベーカーUS6トラックの多数が、レンドリース法により、ペルシア回廊を経由してソビエト連邦に送られた。ソ連軍では、砲の牽引など多くの役割を果たし、単純な構造で堅牢なところが信頼された。ソビエトの兵士たちからは、愛情を込めて「Studer」と呼ばれた。また、優先される使用目的ではなかったが、「スターリンのオルガン」と呼ばれたことでも知られるBM-13カチューシャロケットランチャーの搭載用プラットフォームに適しているとして、他の何種類かの車両と共に、スチュードベーカーUS6も使用された。
また、スチュードベーカーUS6は、ビルマ公路の建設、北米大陸のアラスカ・ハイウェイ建設などにも用いられた。

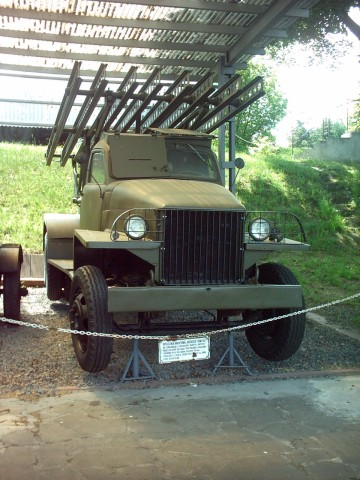
BM-13カチューシャロケットランチャー搭載型
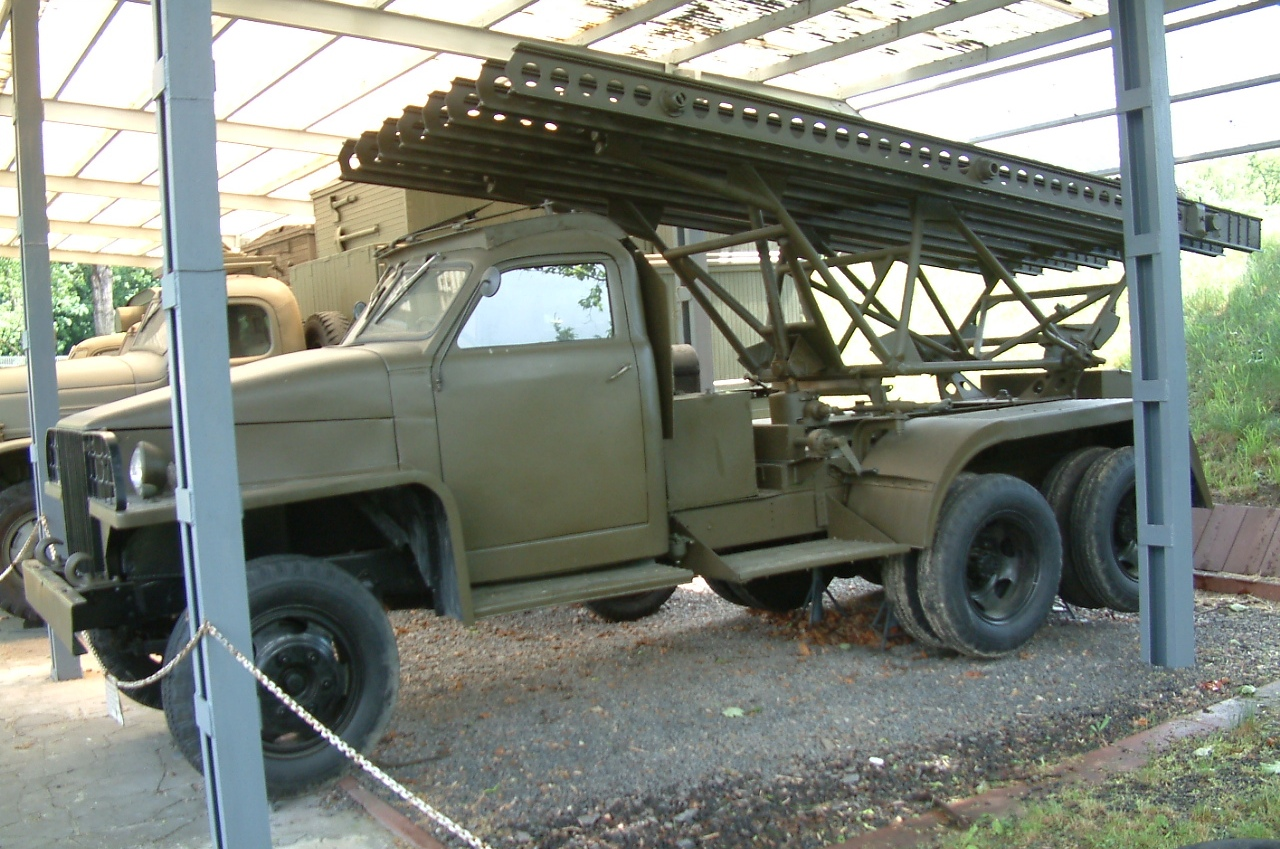
カチューシャロケットランチャー搭載型の側面
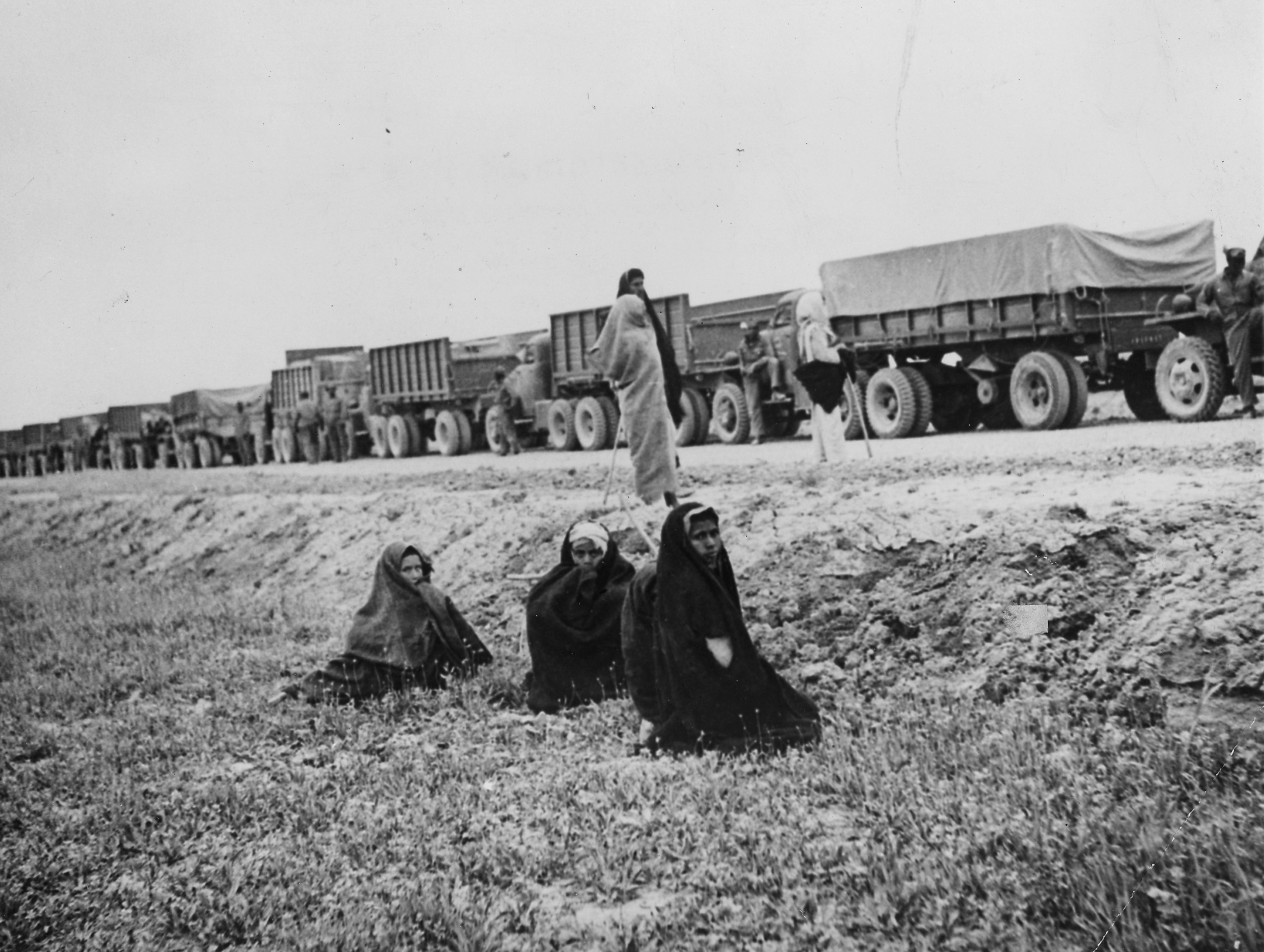
ペルシア回廊の道路脇に駐車するスチュードベーカーUS6